# حوضچه یخ

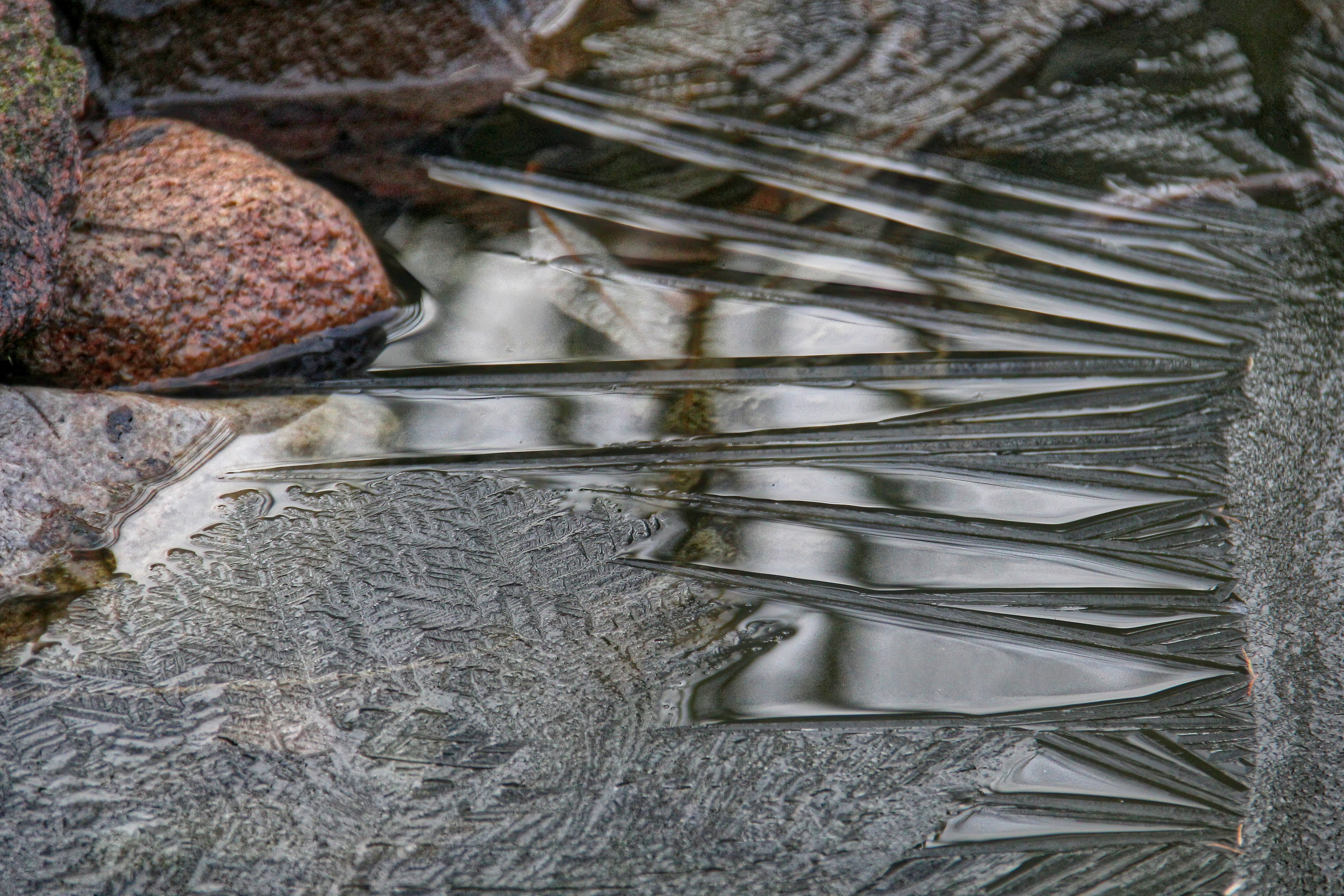
تشکیل یخ در لبه برکه

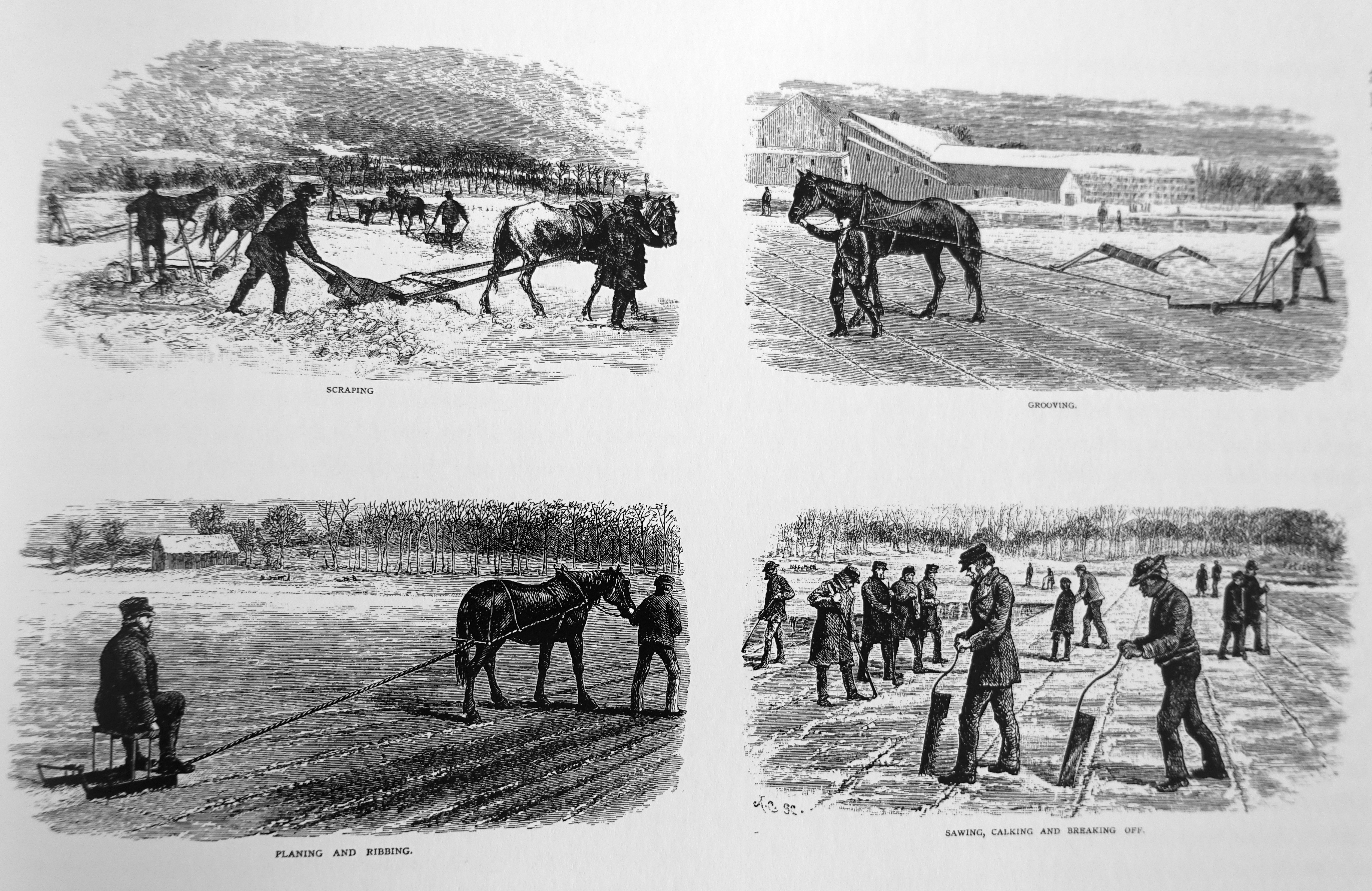
تصویری از برش یخ در Fresh Pond در شماره اوت ۱۸۷۵ ماهنامه Scribner's

حوضچه یخ (به انگلیسی: Ice pond)، حجم زیادی از یخ یا برف است که در اثر یخ زدن طبیعی در زمستان تولید می‌شود. سپس یخ برای خنک کردن یا تهویه مطبوع استفاده می‌شود.
پیش از رایج شدن سردسازی، حوضچه‌های یخ توسط شرکت‌های یخ‌سازی استخراج می‌شد و محصولات در طول سال به مصرف‌کنندگان و مشاغل غذایی منتقل می‌شد. فناوری سردسازی جایگزین این فناوری شد.